# Korczak (film)
Pour les articles homonymes, voir Korczak.
Pour plus de détails, voir Fiche technique et Distribution.
Korczak est un film germano-britannico-polonais réalisé par Andrzej Wajda d'après un scénario d'Agnieszka Holland, et sorti en 1990.
C'est une évocation de la vie et de l'œuvre du docteur Janusz Korczak, médecin et pédagogue juif qui, refusant d'abandonner les deux cents enfants dont il avait la charge dans le ghetto de Varsovie, choisit d'être déporté puis gazé avec eux à Treblinka.

## Synopsis
Tourné en noir et blanc, avec quelques inserts de bandes d'actualité, le film se concentre sur la période des trois dernières années de la vie du célèbre docteur, scientifique réputé dont les interventions radiophoniques régulières, les conférences en Europe et les livres de fiction font connaître les méthodes. Inspiré du journal qu'il a tenu jusqu'au dernier jour, l'essentiel du film se passe dans le ghetto de Varsovie, où Korczak est enfermé avec les enfants de l'orphelinat juif qu'il a fondé et s'efforce par tous les moyens de subvenir à leurs besoins : le film montre aussi la vie très difficile dans le ghetto.

## Controverse française autour du film
Présenté hors compétition au Festival de Cannes en 1990, le film déclenche une polémique. Les critiques français y voient une récupération catholique. La scène finale du film, onirique, dans laquelle on voit un wagon se détacher, les portes s’ouvrir, les enfants sauter au ralenti dans une campagne brumeuse et disparaître dans la joie, suscite la condamnations de Claude Lanzmann au point de conduire quelques intellectuels à qualifier Wajda d’antisémite : le réalisateur de Shoah voit dans cette scène un désir de consoler les spectateurs par un flou artistique qui est à ses yeux la récupération esthétique de la destruction des Juifs. De même, le virulent article de Danièle Heymann publié dans Le Monde du 13-14 mai 1990 accuse le film de distordre la réalité. 
Profondément choqués par ces critiques, Agnieszka Holland, scénariste du film, Marek Edelman, membre de l'Organisation juive de combat au ghetto de Varsovie, ou encore Alina Margolis, médecin qui y a été enfermée aussi, réagissent dans les pages du même journal.
La sortie du film, d'abord prévue en septembre 1990, est reculée au 2 janvier 91 à la suite du refus de la commission d'aide à la distribution de lui accorder un soutien financier, le CNC estimant que la puissance du groupe UGC et la renommée de Andrzej Wajda le rendent superflu. Le film sort finalement en France le mercredi 9 janvier 1991. 

## Fiche technique
- Titre : Korczak
- Réalisation : Andrzej Wajda
- Scénario : Agnieszka Holland
- Production : Janusz Morgenstern, Willi Segler, Daniel Toscan du Plantier, Regina Ziegler
- Musique : Wojciech Kilar
- Photographie : Robby Müller
- Montage : Ewa Smal
- Décors : Allan Starski
- Costumes : Wieslawa Starska
- Pays d'origine :  Pologne |  Allemagne |  Royaume-Uni
- Langue : Polonais
- Genre : Film dramatique, Film biographique
- Durée : 115 minutes
- Dates de sortie :
  -  Pologne : 6 mai 1990
  -  Royaume-Uni : 26 octobre 1990
  -  France : 9 janvier 1991
  -  Allemagne : 21 mars 1991

## Distribution
- Wojciech Pszoniak : Henryk Goldszmit / Janusz Korczak
- Ewa Dałkowska : Stefania « Stefa » Wilczynska
- Zbigniew Zamachowski : Ichak Szulc
- Agnieszka Krukówna : Ewa
- Stanisława Celińska : vendeuse
- Anna Mucha : Sabinka
- Teresa Budzisz-Krzyżanowska (en) : Maria Rogowska-Falska
- Marzena Trybała (en) : Estera
- Jan Peszek (en) : Max Bauer
- Aleksander Bardini : Adam Czerniaków
- Maria Chwalibóg (en) : épouse de Czerniaków
- Andrzej Kopiczyński (en) : Directeur de la radio polonaise
- Krystyna Zachwatowicz (en) : la mère de Szloma
- Wojciech Klata (en) : Szloma
- Piotr Kozłowski (pl) : Heniek
- Michał Staszczak (pl) : Józek, élève de Korczak
- Adam Siemion (pl) : Józek, élève de Korczak
- Janusz Bukowski (pl) : Médecin polonais en prison
- Teresa Szmigielówna : femme dans un café
- Marek Bargiełowski : le docteur Abraham Gepner, membre du Judenrat